# Boggy Peak
Boggy Peak (w latach 2009–2016 Mount Obama) – szczyt na wyspie Antigua należącej do Antigui i Barbudy, najwyższy szczyt zarówno wyspy, jak i państwa. 4 sierpnia 2009 roku w dniu urodzin prezydenta USA Baracka Obamy nazwa szczytu została zmieniona  na jego cześć na Mount Obama. Po siedmiu latach (21 czerwca 2016) rząd Antigui i Barbudy przywrócił tradycyjną nazwę Boggy Peak.